# Valle Piola
Valle Piola (Vallis Podioli in latino) è un paese disabitato, sito nel comune di Torricella Sicura (in Provincia di Teramo) nel cuore dei Monti della Laga.
Il paese risulta abbandonato dal 1977, quando l'ultima famiglia si trasferì altrove.
Il borgo è compreso nel distretto “Tra due Regni” del Parco Nazionale ed è costituito da nove edifici più la chiesa e un casale per pastori.
L'abitato è a un'altitudine di circa 1017 metri nel versante nord-orientale del Monte Farina, una zona che presenta un anfiteatro naturale nel quale nasce il Rio Valle, un affluente del Vezzola. Il borgo è servito da una strada bianca che poi diventa selciata all'interno del paese (Via della Fauna) per poi continuare come mulattiera.
È presente il caratteristico gafio, il balcone in legno di origine longobarda.

## Storia
Il primo documento scritto su Valle Piola è del 1059.
La zona di Valle Piola e di tutti i Monti della Laga, siti in zone di confine, hanno goduto sempre di una certa indipendenza. Questa indipendenza si identificava nell'organizzazione sociale di "comune rurale".
Dopo il 1152 ci fu uno spopolamento dei territori montani, a volte anche forzato per ripopolare la città di Teramo.
A Teramo si fece conoscere la famiglia De Valle, originaria di questo paese e forse proprio del nucleo antico di Case Menghini. Le genti di questo paese, vivendo in zone isolate, poste a molte ore di cammino dai centri abitati importanti, erano costrette ad essere ben organizzate e ad autosostentarsi. Ogni casa aveva la stalla annessa dove si praticava l'allevamento bovino, suino, ovino, equino e un piccolo appezzamento di terreno per la coltivazione di patate e legumi in prevalenza. Tra gli appezzamenti di terreno vi sono muri in pietra a secco del posto, che formavano terrazzamenti ora decadenti.
La popolazione era pressoché analfabeta e parlava il dialetto di derivazione longobarda, quasi incomprensibile per gli abitanti di altri borghi. La persona di cultura era il parroco e agli inizi del Novecento il maestro.
Nel XIII secolo fino all'Unità d'Italia, queste zone sono state soggette alla totale ribellione verso i regnanti per una situazione di malcontento sociale e le famiglie che abitavano questi paesi dovevano essere tutt'uno con quei rivoltosi, tanto che alcuni storici parlano di guerra civile. La zona circostante Valle Piola era ideale per nascondere briganti e rivoltosi.
Durante la Seconda guerra mondiale in queste zone è stata terra dove si è praticata la Resistenza detta di Bosco Martese, luogo posto proprio sui Monti della Laga.
L'attività principale di Valle Piola è la pastorizia. Fino ad oggi un solo pastore è rimasto in questa zona, (permanendovi solo nel periodo estivo e dormendo nell'abitazione di più recente costruzione).

### Architettura del paese
La parte più antica di Valle Piola ha una forma di U. Altre abitazioni si aggiunsero probabilmente in seguito. All'interno della parte più antica c'è un pozzo luce, sotto il quale alcuni affermano ci fosse un sotterraneo che franò in seguito ad un forte acquazzone rimanendo tombato dal terriccio.
Nel paese si osservano due porticati sotto i quali passava la strada. Su una chiave di volta del portico pare ci fosse una pietra scolpita con un volto, che è stato trafugato; tra i due portici c'è un vasto piazzale. Nei pressi del paese, vicino al ponte di Via della Fauna, c'era un mulino. Nella zona si produceva anche carbone da esportare nei paesi a valle. Esisteva anche un forno che dalla cottura della pietra calcarea, consentiva la produzione della calce per la costruzione delle abitazioni. Veniva praticato anche il commercio del legname.

### Il borgo Case Menghini
Questo borgo è costituito da un gruppo di case con diversi proprietari. In precedenza la proprietà era unica e apparteneva la famiglia Menghini, una ricca famiglia, come si evince da feritoie per fucili per respingere gli attacchi dei briganti, dai grandi camini antichi in alcune stanze e dai grandi saloni. In altri edifici vi si osservano piccole stanze come camere.

### I gafii
Esistono due gafii (balconi in legno), uno nel nucleo di Case Menghini, l'altro proprio nel centro di Valle Piola, quest'ultimo gafio è stato recentemente ristrutturato, in concomitanza con i lavori eseguiti sullo stabile in cui era allocato, dall'artigiano falegname Offredo Polidori di Torricella Sicura e da suo figlio Mario.
Questo particolare architettonico denota l'antica presenza longobarda nel territorio dei Monti della Laga. Gafio (in dialetto "lu gafie") deriva da Waifa, che nella lingua longobarda significa spazio non privato, o per l'appunto, un balconcino in legno con tettoia. Da queste costruzioni si deduce l'abilità nel lavorare il legno. La struttura sostiene sia i carichi della neve sulla tettoia che copre il balconcino, sia il carico sul piano di calpestio. La struttura, con discrete entità nella misura dello sbalzo, sarebbe difficilmente realizzabile con altri materiali.

### Strade
Dalle testimonianze si evince che l'unica strada del paese è la Via della Fauna che collegava Valle Piola alla vicina Poggio Valle. Altri percorsi minori (una mulattiera) collegavano e collegano tuttora Valle Piola con Acquaratola (un borgo distante circa 40 minuti a piedi), con il cimitero e con il nucleo antico di Case Menghini. Esisteva anche una scorciatoia (utilizzata prima della costruzione della strada carrereccia attuale) che metteva in comunicazione Case Menghini con il cimitero. La via era spesso interrotta a causa delle esondazioni del Rio de Valle; intorno agli anni cinquanta gli abitanti del paese costruirono un rudimentale ponte per poter scavalcare facilmente il rio.

### Fontanili
Il nucleo più importante nel passato è sempre stato Case Menghini, favorita dalla vicinanza dell'unica fonte della zona, sita a valle del cimitero. A seguito della captazione di una sorgente montana, furono costruite due fonti, una a case Menghini e l'altra davanti alla chiesa di Valle Piola. Da quel momento quest'ultimo nucleo aumentò la sua importanza a discapito dell'agglomerato di Case Menghini.

### Architetture religiose
Le chiese sono tre: una è quella di San Nicola al centro di Valle Piola, l'altra a Case Menghini e la terza nel cimitero.

### Corrente elettrica e telefono pubblico
La corrente elettrica raggiunse il paese e la vicina Case Menghini nel 1955, mentre il telefono pubblico arrivò intorno al 1965 nella casa della famiglia Ferrante che in seguito si trasferì altrove. Da quel momento in poi il posto telefonico pubblico fu spostato nella casa più nuova del paese.

### Le famiglie
I cognomi più frequenti nel paese erano Bianchini, Ferrante (divisi in due differenti famiglie), Cornacchia, Pace e Volpi. Forse in precedenza le proprietà delle abitazioni appartenevano alla famiglia Menghini che si trasferirono in altri luoghi. Testimonianze affermano che i Menghini ricavarono 18 000 lire dalla vendita dei loro possedimenti.

### Vita arcaica
Il maestro e giornalista Fernando Aurini, recatosi per motivi di insegnamento a Valle Piola alla fine degli anni quaranta, racconta con un certo stupore in alcuni suoi articoli, di avervi trovato una vita arcaica ormai dimenticata dalla gente di città. Partendo dal versante di Roiano e Battaglia, Aurini raccontava che il paese poteva essere raggiunto solo dopo oltre quattro ore di cammino a piedi o a dorso di un mulo. Occorreva scavalcare il Monte Natale, nella zona di Pietra Stretta. Il primo tratto era facile; più avanti si incontravano i boscaioli intenti a tagliare in maniera eccessiva il bosco tanto da indurlo a invocare, nei suoi articoli, l'intervento delle autorità forestali. Il cammino proseguiva per una strada sempre più erta fino a raggiungere la sommità del valico, da dove era possibile osservare il Monte della Farina illuminato dal sole all'alba. Ai piedi del monte vi è il paese di Valle Piola.
Giuntovi, la visione di un villaggio che versava in cattivo stato di manutenzione e la sorpresa di essersi ritrovato immediatamente immerso nella vita arcaica degli antichi avi: si mangiava il farro e i ragazzi si divertivano con l'antico gioco degli aliossi, l'antenato dei dadi.

### Spopolamento
Intorno alla fine degli anni cinquanta, il paese incominciò a spopolarsi. Iniziò l'emigrazione verso le città o l'estero alla ricerca di un miglior tenore di vita. Negli anni settanta i pochi abitanti rimasti, spesso anziani, non riuscirono a rimanere in autonomo isolamento e dovettero abbandonare il paese che rimase completamente disabitato.

### Set cinematografico
A Valle Piola sono stati girati alcuni cortometraggi e mediometraggi:
- Una storia di lupi, regia di Cristiano Donzelli (2008)[1]
- Mondo Delirium, regia di Flavio Sciolè (2011) [2]
- Partita immortale, regia di Donato Di Pasquale (2012)[3]

### Prospettive per il futuro
Nell'aprile 2011 l'intero borgo viene messo in vendita alla cifra di 550.000 euro. Le ragioni del prezzo contenuto sono da ritrovarsi nell'intenzione di trovare un compratore che possa intraprendere un processo di ristrutturazione e rivitalizzazione generale. A partire dal 2012, nel mese di agosto, vi si svolge il raduno annuale di cavalieri Memorial Cesare Foglia. Nell'agosto 2013 è stato risistemato il casale di proprietà comunale, affittato alla pro loco di Torricella Sicura; qui avverrà l'accoglienza dei visitatori e le manifestazioni.